# 油楠
油楠（学名：Sindora glabra），又名蚌壳树（海南），是豆科油楠属的植物。分布于中国大陆的海南等地，多生长于山地的混交林内，目前尚未由人工引种栽培。